# Robert Andrews Millikan
Pour les articles homonymes, voir Millikan.
Robert Andrews Millikan, né le 22 mars 1868 à Morrison et mort le 19 décembre 1953 à San Marino est un physicien américain. Il est surtout connu pour ses travaux de précision sur la valeur de la charge de l’électron et l’effet photoélectrique. Il s’intéresse plus tard aux rayons cosmiques. Il est le lauréat du prix Nobel de physique de 1923 « pour ses travaux sur la charge élémentaire de l'électricité et l'effet photoélectrique », récipiendaire de la médaille Hughes en 1923, du Faraday Lectureship de la Royal Society of Chemistry en 1924 et de la médaille Franklin en 1937.

## Biographie
Robert Andrews Millikan est né le 22 mars 1868 à Morrison, en Illinois, aux États-Unis. Ses parents sont Silas Franklin Millikan (1834-1915), un pasteur, et Mary Jane Andrews (1834-1917). Robert portera leurs deux noms de famille. Il est le deuxième enfant d'une fratrie de six.
Il fréquente le lycée de Maquoketa (Iowa), puis l'Oberlin College en Ohio, où il obtient un diplôme de premier cycle de lettres classiques en 1891. Il commence à s'intéresser par hasard à la physique car on lui demande de donner des cours dans cette matière. Pour s'y préparer, il passe une partie de l'été 1889 à essayer de maîtriser le sujet en étudiant seul avec un manuel.
Millikan obtient son doctorat en physique à l'Université Columbia de New York en 1895, avec une thèse portant sur la polarisation de la lumière émise par des matériaux incandescents.
Il se marie le 10 avril 1902 avec Greta Ervin Blanchard (1878-1953) avec laquelle il a trois fils : Clark Blanchard (1903-1966), Glenn Allen (1906-1947), et Max Franklin (1913-1969).
Par la suite, Millikan est professeur à l’université de Chicago. À partir de 1917, il est régulièrement invité à la petite faculté Throop de technologie, à Pasadena en Californie, faculté qui deviendra par la suite le réputé Institut de technologie de Californie (Caltech). Il en prendra la direction de 1921 à 1945.
Vers la fin de sa vie, il prendra des positions eugénistes. Pour cette raison, de nombreux bâtiments publics portant son nom sont renommés à partir des années 2020.
Millikan meurt le 19 décembre 1953 à San Marino en Californie, peu de temps après sa femme.

## Travaux majeurs

### Expérience de la goutte d'huile
Depuis 1895, on savait avec les travaux de Jean Perrin qu'il existe une particule présentant la charge électrique élémentaire. Au cours de l'année 1908, alors qu'il est professeur à l’université de Chicago, Millikan, avec l'aide de son étudiant Harvey Fletcher, entreprend de mesurer cette charge élémentaire en mesurant la force électrique qui permet de combattre la gravité s'exerçant sur une goutte d'huile. Après de multiples perfectionnements, il publie en 1913 les premiers résultats de son expérience. La charge élémentaire est l’une des constantes fondamentales de la physique et la connaissance précise de sa valeur est de grande importance.
Son expérience permet de mesurer la force exercée sur de minuscules gouttes d’huile chargées négativement suspendues contre la gravité entre deux anodes métalliques. Connaissant le champ électrique, la charge sur la goutte peut être déterminée. Répétant l’expérience pour de nombreuses gouttes, Millikan montra que les résultats peuvent être expliqués comme des valeurs discrètes multiples d’une valeur commune (1,592×10-19 coulomb), la charge d’un seul électron. Ce résultat est inférieur à la charge élémentaire de 1,602 × 10−19 coulomb. L'erreur est probablement due à l’utilisation par Millikan d’une valeur incorrecte de la viscosité de l’air,.
Par la suite, le physicien non-conformiste Felix Ehrenhaft déclara avoir réalisé une série d’expériences similaires et observé des charges plus faibles que celles de Millikan. Cela mena Millikan à une autre série de mesures qu’il publia en 1913 pour réaffirmer ses résultats précédents. La polémique s’exacerba quand Millikan utilisa l'expression « charge absolue » alors qu’en fait elle n’était que relative sans que cela change les résultats.

### Effet photoélectrique
Lorsque Einstein publia en 1905 son article sur la théorie corpusculaire de la lumière qui prévoit la loi de l'effet photoélectrique, Millikan croyait qu'elle était erronée étant donné les nombreuses preuves expérimentales favorables à une interprétation ondulatoire de la lumière. Il entreprit alors un programme de recherche expérimentale qui mena en 1916 à la confirmation complète des prédictions d'Einstein à ce sujet. Dans ces expériences, une plaque métallique dans une enceinte à vide est irradiée par de la lumière. Les électrons éjectés par la plaque sont collectés sur une électrode sous tension qui permet ainsi de connaitre l'énergie des électrons. Celle-ci ne dépend pas de l'intensité de la lumière, contrairement aux prévisions classiques, mais seulement de la longueur d'onde de la lumière et de la nature du métal. Ces résultats confirment la quantification de l'énergie des particules et permettent également la détermination expérimentale de la constante de Planck.

## Publications
- L'Électron (traduit sur la 2e édition américaine par Adolphe Lepape), Éditions Félix Alcan, coll. « Nouvelle collection scientifique », 1926.